# Faux philodendron
Monstera deliciosa
Espèce
Synonymes
- Monstera borsigiana K.Koch[1]
- Monstera deliciosa var. borsigiana Engl.[1]
- Monstera lennea K.Koch[1]
- Monstera tacanaensis Matuda[1]
- Philodendron anatomicum Kunth[1]
- Tornelia fragrans Gut. ex Schott[1]

Le faux philodendron (Monstera deliciosa), ou plante gruyère, est une plante vivace appartenant au genre Monstera qui dépend de la famille des Araceae. Elle est très proche des philodendrons avec lesquels on la confond fréquemment en utilisant le nom de ce genre comme nom vernaculaire pour désigner les individus commercialisés comme plante ornementale d'appartement.
Habituellement commercialisée comme plante d'intérieur sous le nom de « philodendron » ou « philodendron monstera », cette espèce ne fait néanmoins pas partie du genre Philodendron.

## Description
C'est une plante hémiépiphyte robuste, de grande taille, produisant abondamment des racines aériennes à l'aisselle des feuilles, de couleur brunâtre. Dans la nature elle peut atteindre jusqu'à 20 m de long, mais en appartement elle mesure entre 2 et 3 m (même si ses feuilles portées par de longs pétioles la rendent bien plus imposante). Les premières feuilles sont petites et pleines, puis grossissent et se découpent progressivement en cours de croissance. Les feuilles sont grandes (jusqu'à 90 cm à 1 m de long), pointues et cireuses pour faciliter l'écoulement de l'eau à leur surface, fenestrées ou cordiformes et pennées. Plus la plante vieillit, plus les feuilles se parent de larges perforations, ce qui lui vaut le nom de « plante gruyère » (en anglais : swiss cheese plant).
Inflorescence : la floraison produit des spadices, inflorescences typiques de la famille des aracées, constituées comme chez les arums d'une spathe entourant un épi central. Les inflorescences sont parées d'une spathe de couleur blanc-crème uniforme, d'aspect velouté, couvrant, à la manière d'une capuche, un épi blanc jaunâtre de 10 à 15 cm de hauteur sur environ 3 cm de diamètre.
Infructescence : lorsque la spathe fane, elle prend une couleur gris-brun, un aspect cartonné et sale, puis chute. Il ne subsiste alors que l'épi dressé de 20 à 25 cm sur environ 5 cm de diamètre, de couleur verte, constitué d'articles juxtaposés couverts chacun d'une écaille de forme polygonale. Les fruits se développent même en l'absence de fécondation, de manière parthénocarpique. Lorsqu'ils sont immatures, les fruits sont toxiques et irritants en raison d'une forte présence d’acide oxalique. À maturité les fruits deviennent en revanche savoureusement comestibles : ils sont connus sous les noms de « cérimans » ou de « fruits délicieux ». En ôtant les écailles externes qui se détachent facilement, on fait apparaître autour d'un axe central une chair juteuse et sucrée dont le goût rappelle[Selon qui ?] celui de l'ananas, de la banane ou de la poire. Le fruit est fragile, se corrompt rapidement. Il contient entre chaque article les restes des filets des étamines qui sont larges et aplatis en forme de petites écailles noires parcheminées qui obligent à une dégustation minutieuse. On peut aussi en faire des jus ou des confitures.

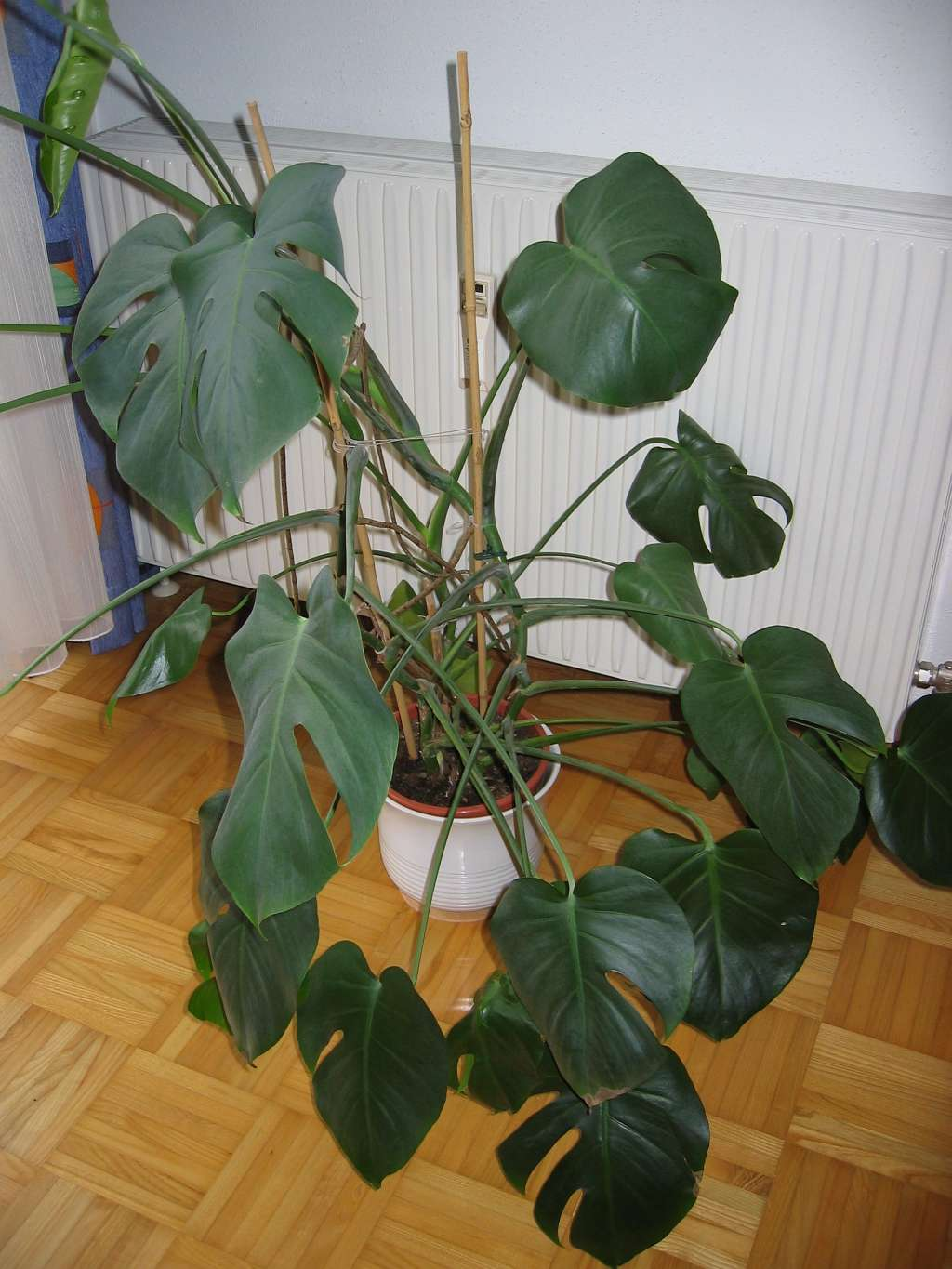
Jeune plante en pot.
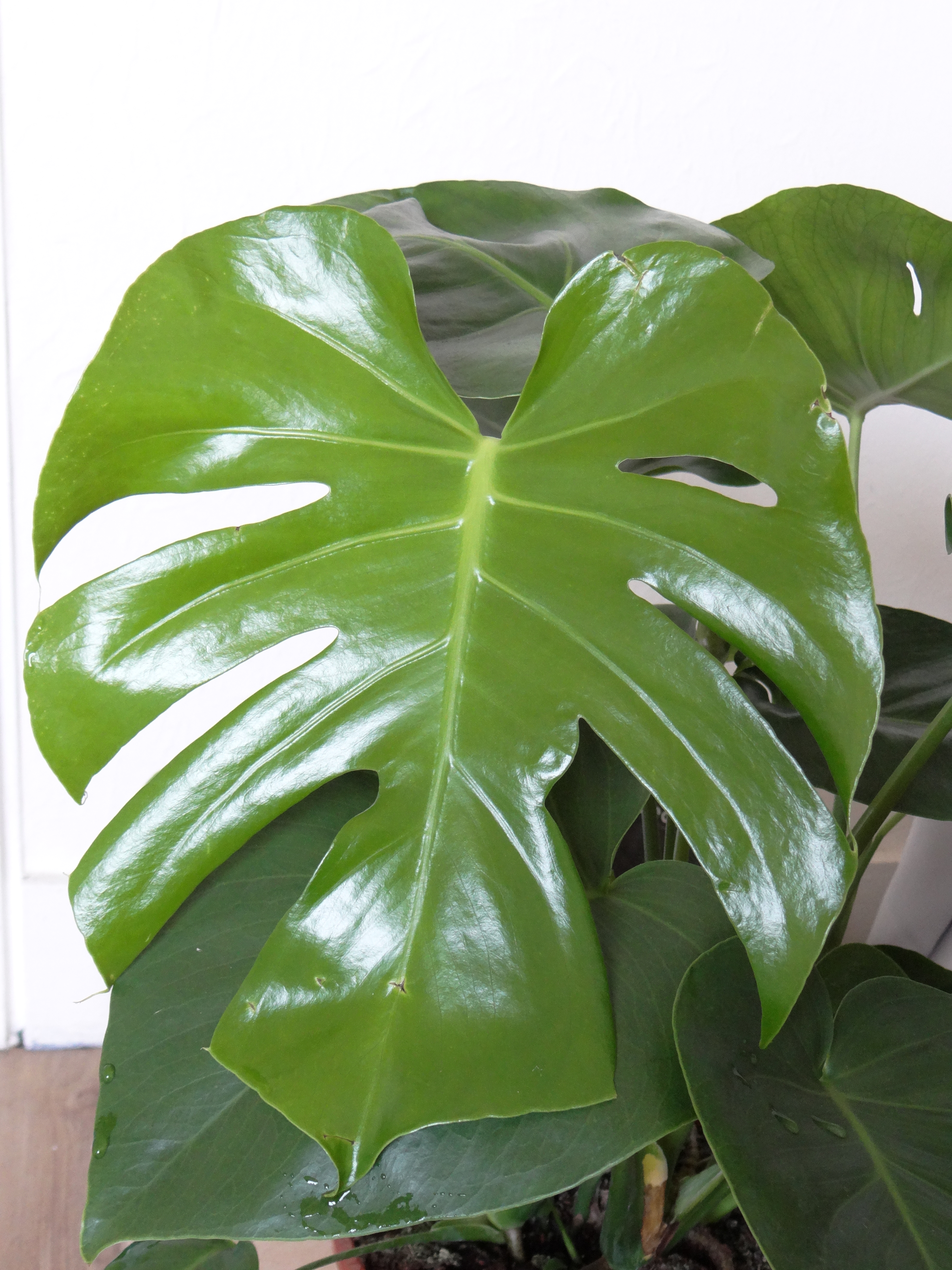
feuille d'une jeune plante.
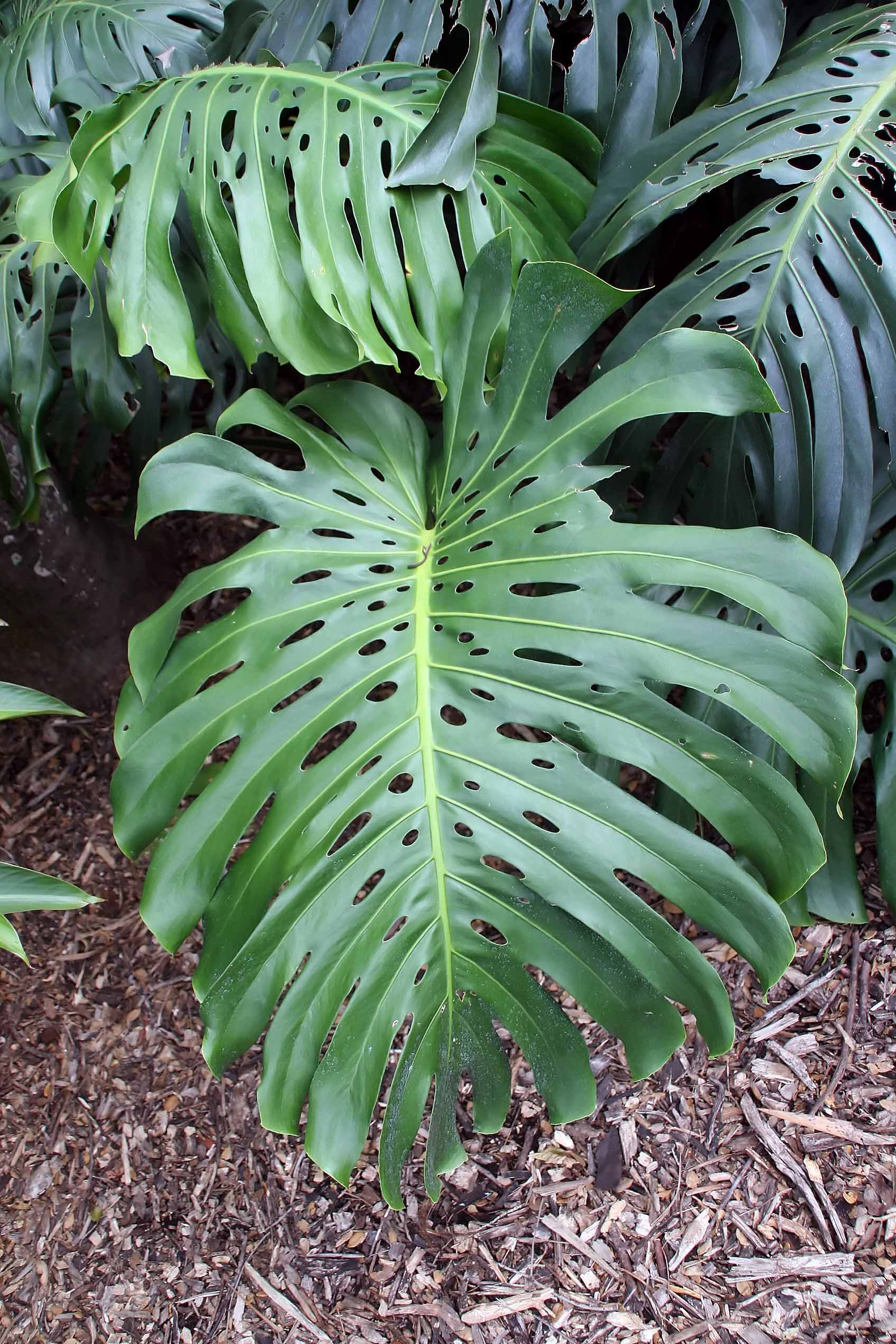
feuille d'une plante mature.
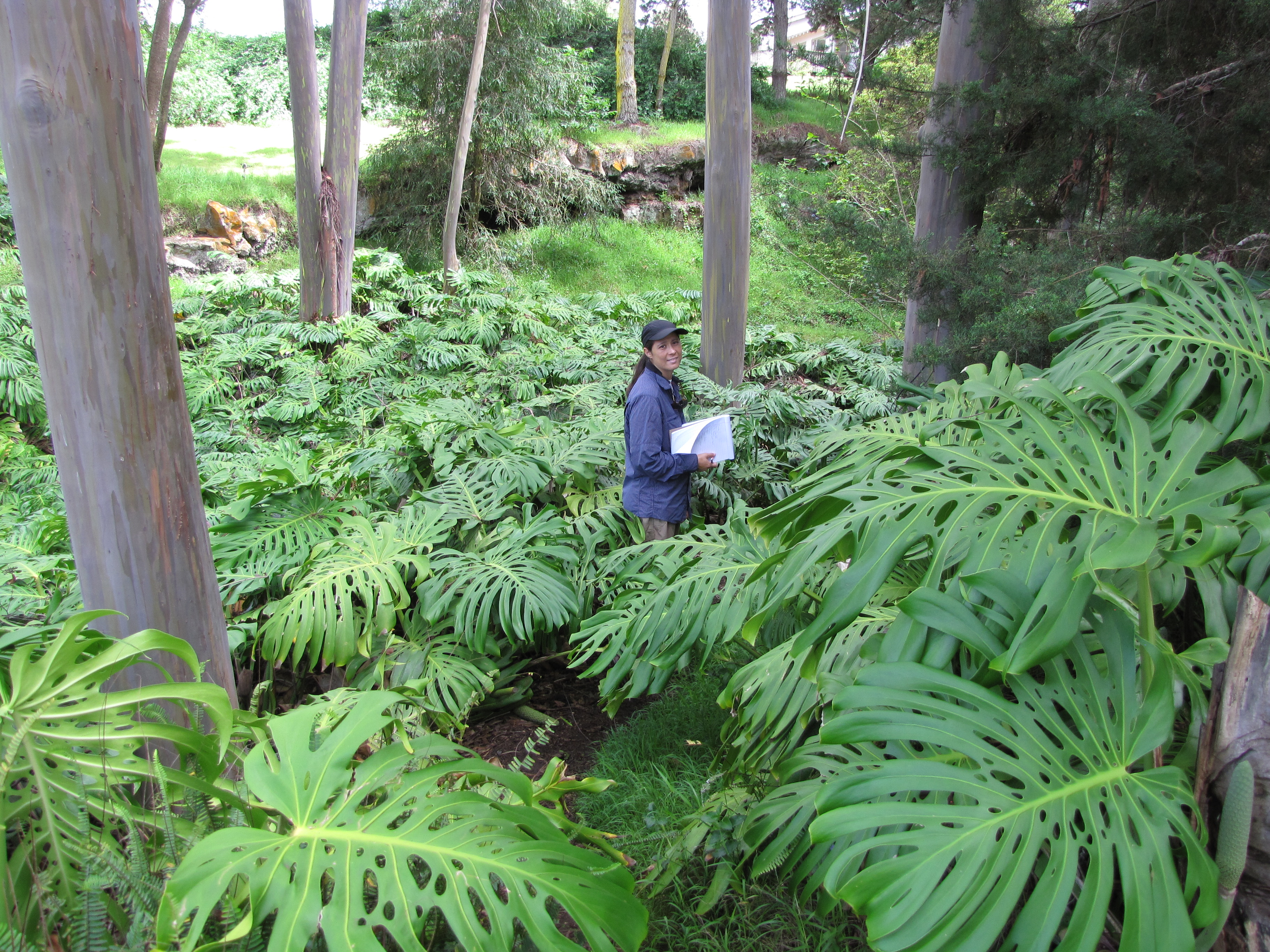
Port au sol.
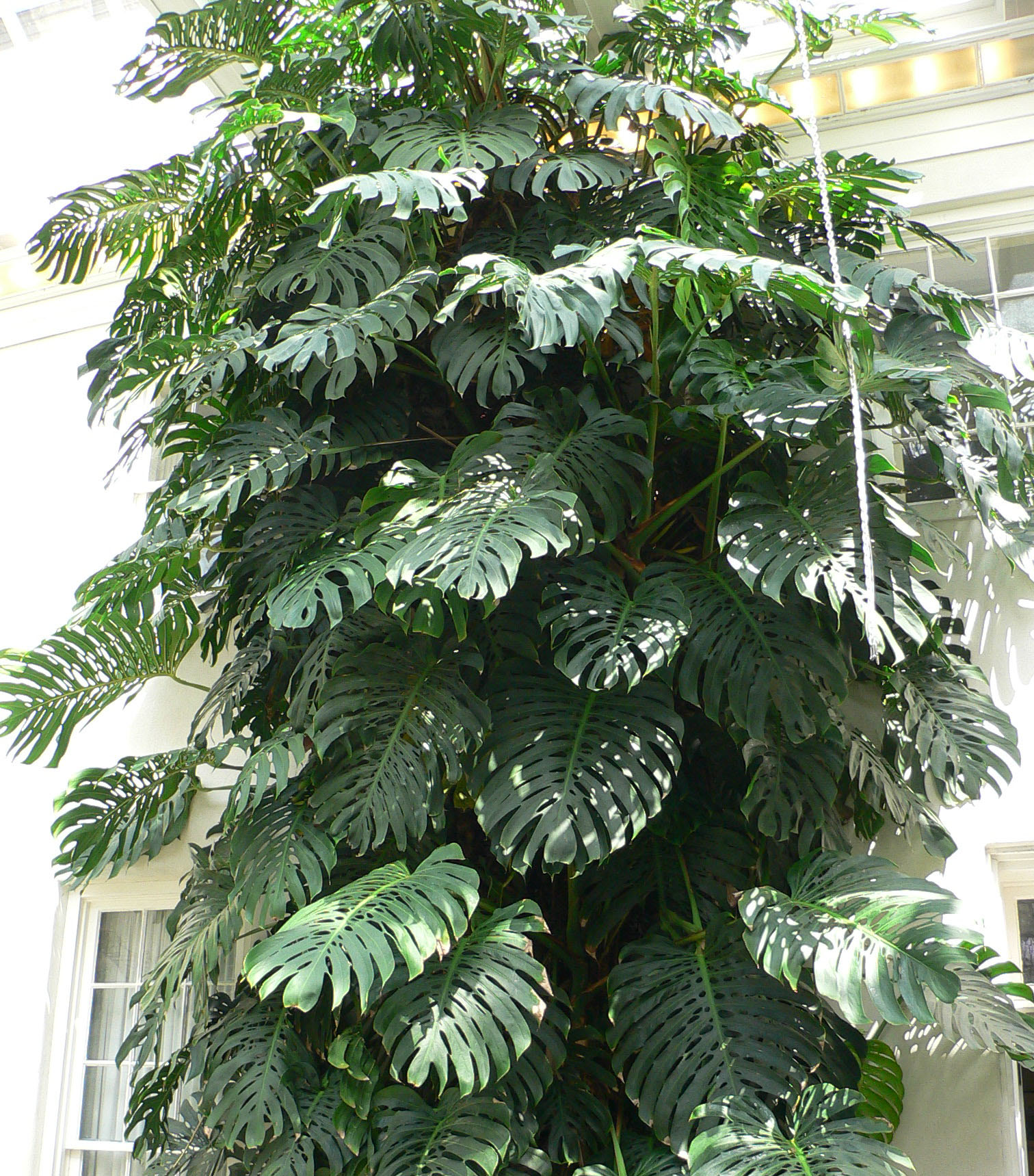
Port grimpant.
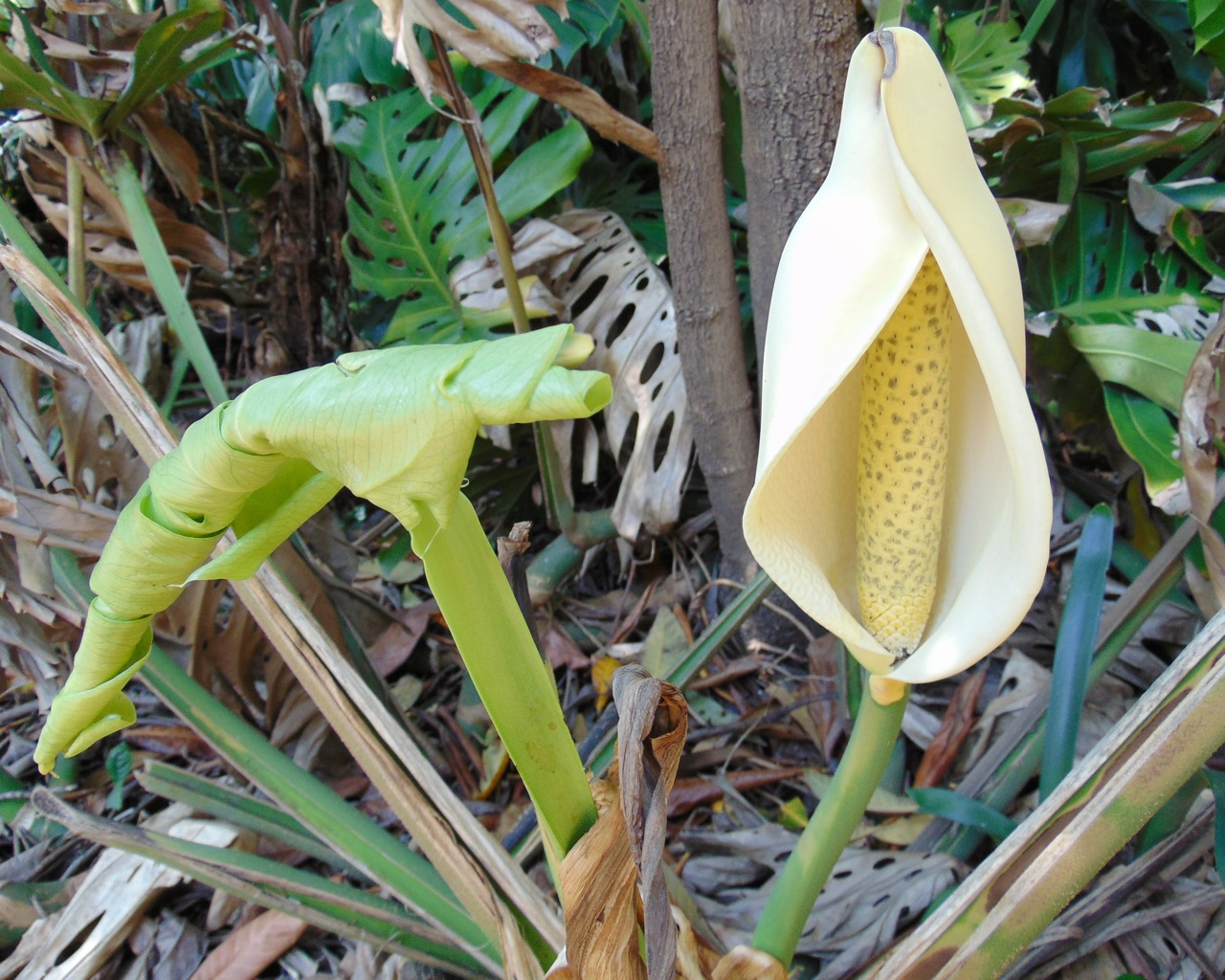
Nouvelle feuille et inflorescence.
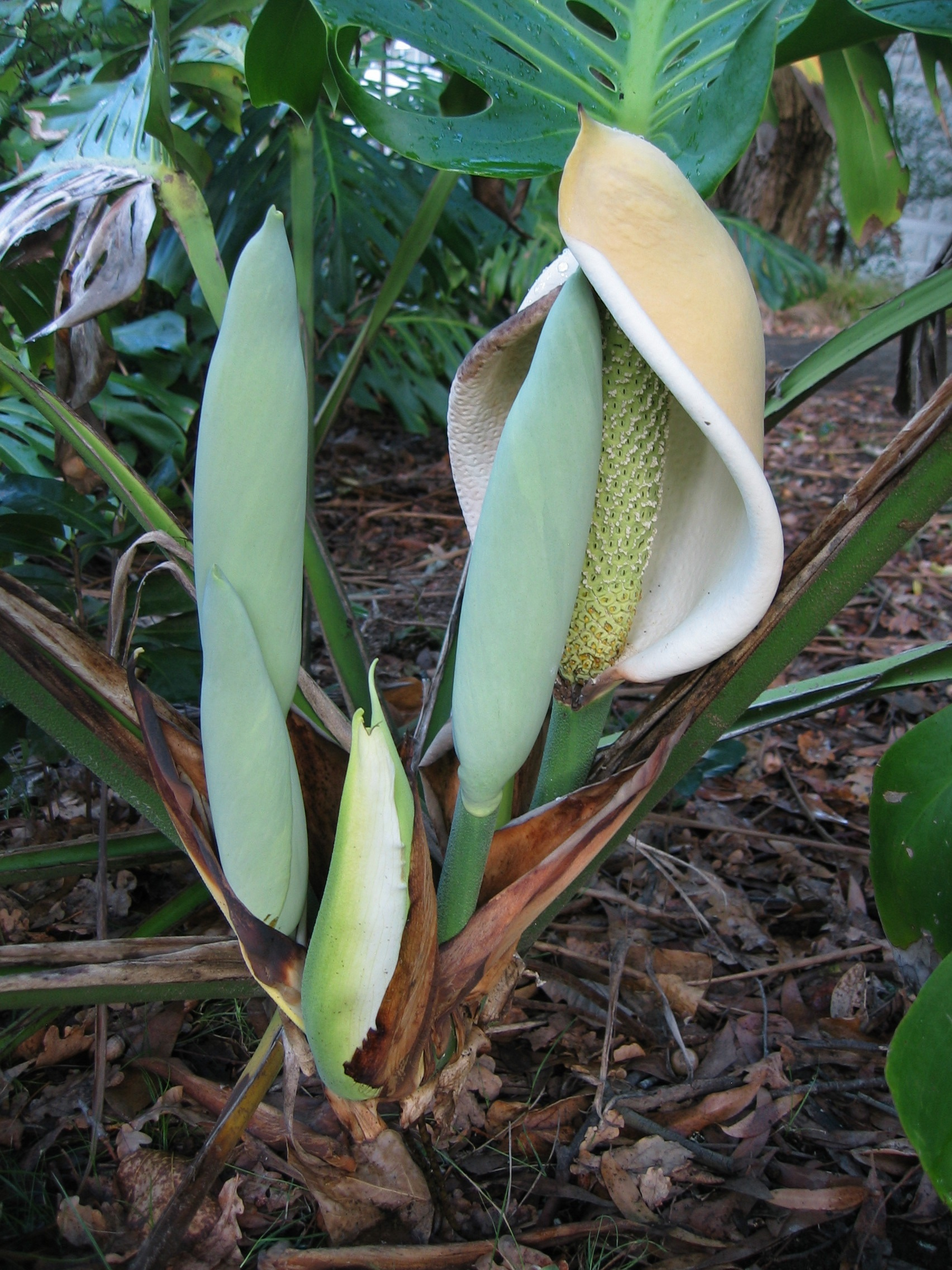
Spadice en bouton et mature.
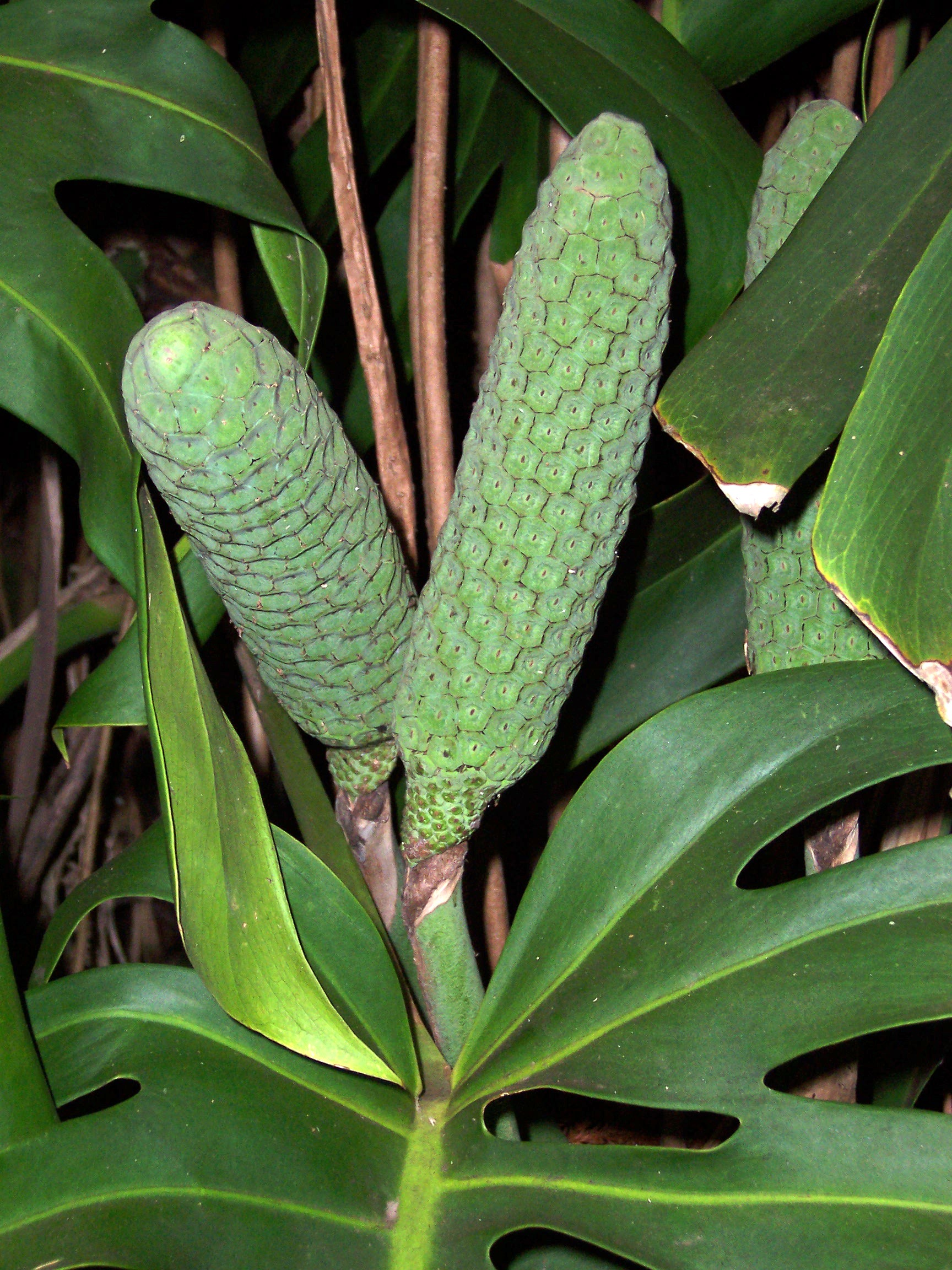
Fruits immatures.
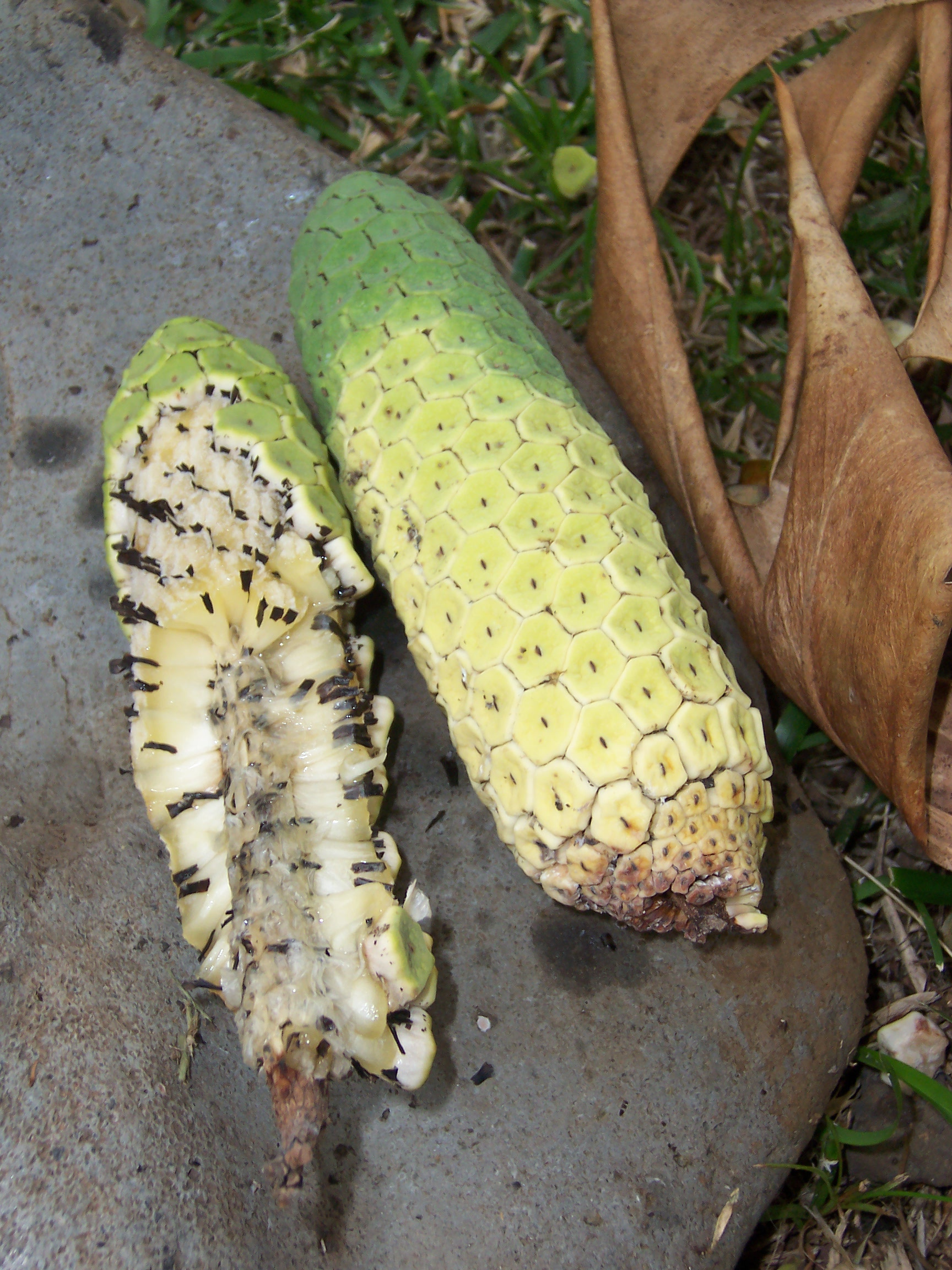
Fruits mûrs.
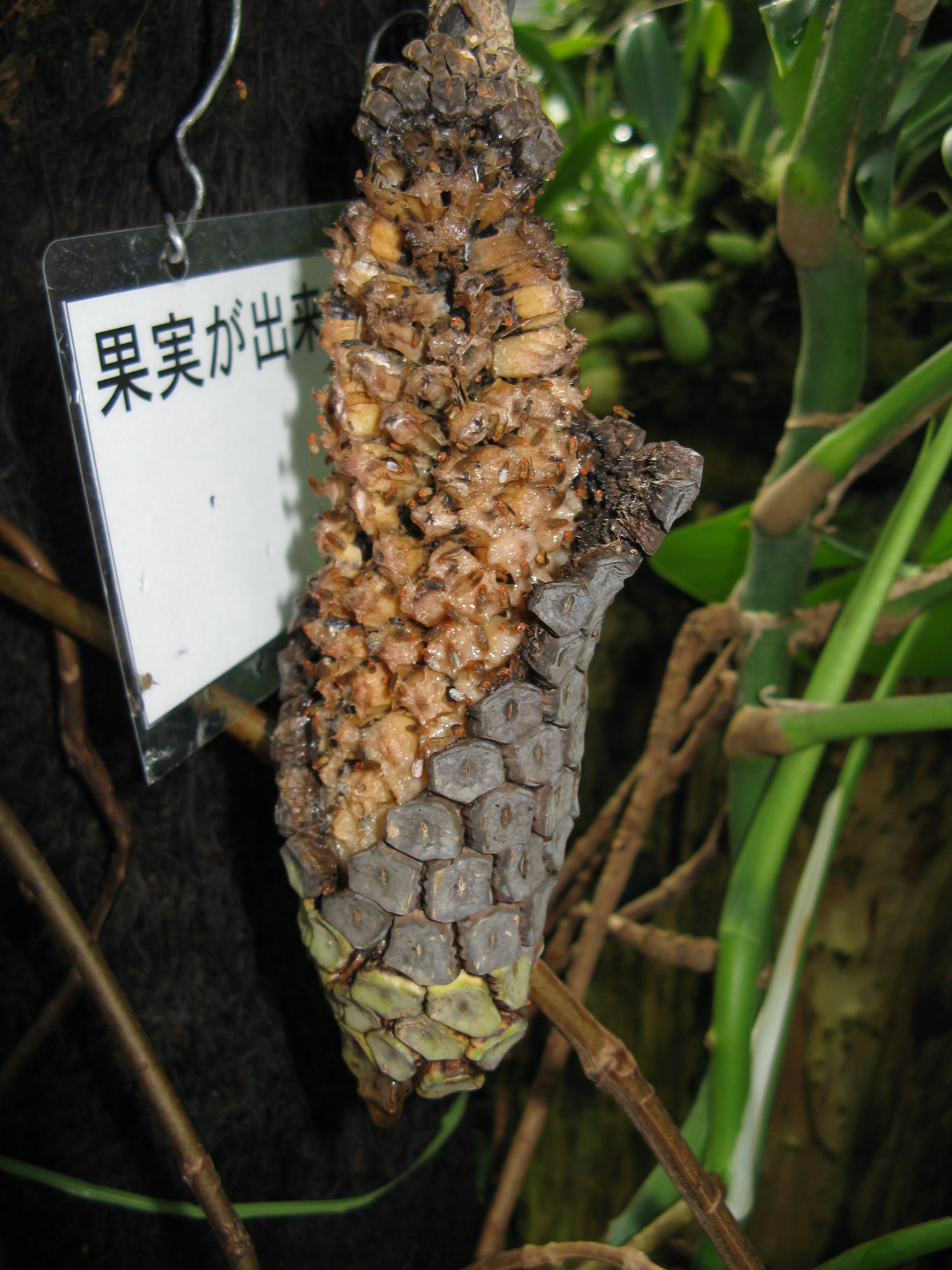
Fruit avancé.

Confusions: habituellement commercialisée comme plante d'intérieur sous le nom de « philodendron » ou « philodendron monstera », cette espèce ne fait néanmoins pas partie du genre Philodendron, bien qu'elle en soit très proche, comme Philodendron pinnatifidum. D'autres plantes de la même famille dans la tribu des Monstereae ont des feuilles échancrées comparables, comme Rhaphidophora tetrasperma qui ressemble à un mini monstera ou la grande liane Epipremnum pinnatum.

## Habitat et répartition
Cette plante vit dans les forêts tropicales humides, en plaine et moyenne montagne, dans l'extrême sud du Mexique et au Guatemala. Les graines tombent au sol, puis les plantules rampent (phototropisme négatif) jusqu’à ce qu'elles rencontrent un arbre sur lequel se fixer. Les nombreuses racines adjacentes permettent ainsi à la plante de s'ancrer contre son nouveau support et d'atteindre la lumière de la canopée (même si elle pousse rarement en plein soleil et préfère une lumière légèrement tamisée par le feuillage).

## Liste des variétés
Selon Tropicos (19 août 2017) (Attention liste brute contenant possiblement des synonymes) :
- variété Monstera deliciosa var. borsigiana (K. Koch) Engl. & K. Krause
- variété Monstera deliciosa var. sierrana G.S. Bunting
- variété Monstera deliciosa var. variegata

## Culture

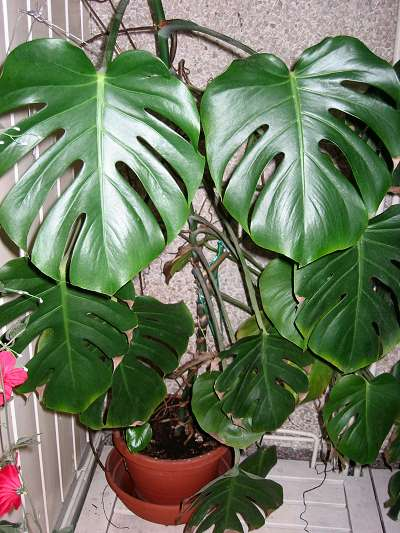
Monstera deliciosa est une plante d'appartement populaire, souvent nommée de manière impropre « philodendron ».

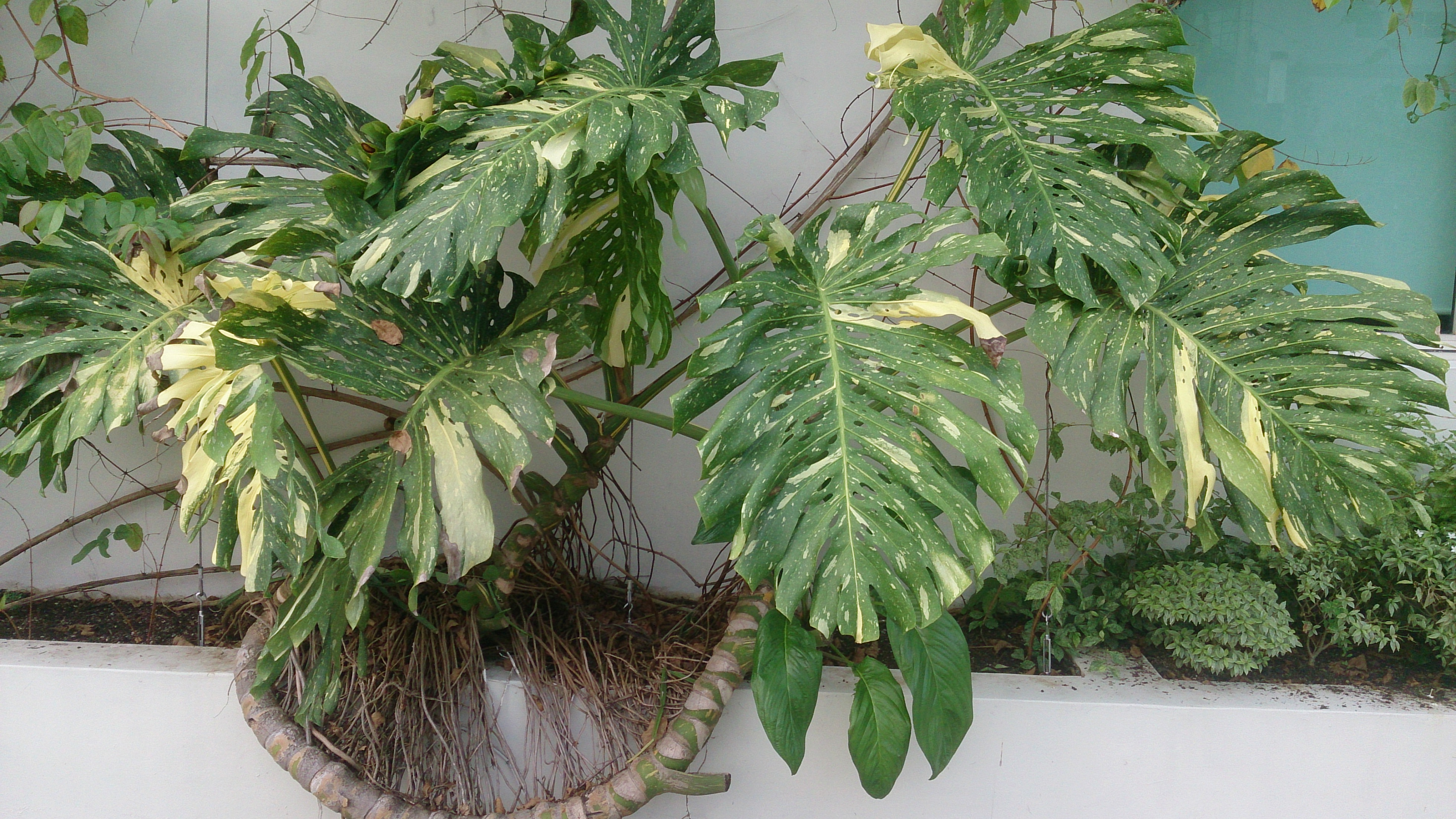
Cultivar panaché :Monstera deliciosa 'Thai Constellation'.

Monstera deliciosa est une plante à la croissance rapide et vigoureuse. De ce fait elle est largement utilisée comme plante ornementale dans les régions tropicales et subtropicales. Sa facilité de culture en fait également une plante très répandue en appartement dans les régions tempérées. Par contre les cérimans ne sont généralement pas commercialisés. Bien que consommés dans les pays tropicaux, il faut attendre longtemps (jusqu'à un an) pour que les fruits atteignent la maturité. Avant il est inconsommable car très aigre, voire toxique à forte dose. De ce fait, le Monstera deliciosa n'a jamais été cultivé de manière industrielle pour ses fruits.
Que la plante soit plantée en pleine terre ou en pot, il lui faut beaucoup d'espace et un sol riche et meuble (idéalement terre de jardin et terreau à parts égales). Si elle pousse en pleine terre il est mieux de la planter près d'un arbre - solide - où elle pourra grimper, sinon contre un treillis. Elle est modérément gourmande en eau et il faut l'arroser juste pour maintenir le sol légèrement humide. Sa rusticité est de 11 (c'est-à-dire au plus froid à -1 °C). Elle ne résiste à ces températures que quelques heures seulement. Idéalement bien sûr il est mieux qu'elle pousse toute l'année avec une température minimum de 13-15 °C permettant une croissance continue. Elle a besoin d'une exposition très lumineuse, mais pas de plein soleil (excepté en hiver dans les régions tempérées où l'insolation est bien moindre que dans son habitat naturel).